# 和歌山市立明和中学校
和歌山市立明和中学校（わかやましりつ めいわちゅうがっこう）は、和歌山県和歌山市紀三井寺にある公立中学校。

## 沿革
1948年（昭和23年）4月12日 - 和歌山市立南和中学校と和歌山市立明光中学校を合併し、和歌山市立明和中学校が開校する。開校時は和歌山県立和歌山高等女学校の校舎を利用した。

## 通学区域
学区は、以下の小学校区である。
- 和歌山市立和歌浦小学校
- 和歌山市立名草小学校
- 和歌山市立浜宮小学校

## 周辺
- 紀三井寺
- 和歌浦天満宮
- 紀州東照宮
- 片男波海水浴場

## 交通
- JR紀勢本線紀三井寺駅から約1km
- 和歌山バス医大病院前停留所から約400m
- 和歌山バス医大病院停留所から約500m

## 通学区域が隣接している学校
- 和歌山市立西浜中学校
- 和歌山市立東和中学校
- 和歌山市立日進中学校
- 和歌山市立東中学校
- 海南市立海南中学校